# Верхнее (Крым)
Ве́рхнее (до 1948 года Орта́-Мама́й № 6; укр. Верхнє, крымскотат. 6-ncı Orta Mamay, 6-ныджы Орта Мамай) — исчезнувшее село в Сакском районе Республики Крым (согласно административно-территориальному делению Украины — Автономной Республики Крым), располагавшееся на севере района, в степной части Крыма, примерно в 2 километрах северо-восточнее современного села Суворовское.

## История
Впервые в доступных источниках упоминание о селении встречается в Статистическом справочнике Таврической губернии 1915 года, согласно которому, в Сакской волости Евпаторийского уезда в посёлке Орта-Мамай № 6 Сакской волости Евпаторийского уезда числилось 11 дворов (все дворы с землёй) с русскими жителями в количестве 27 человек приписного населения и 59 — «постороннего», из которых 47 мужчин и 39 женщин. Жители владели 224 десятинами удобной земли. В хозяйствах имелось 50 лошадей, 4 вола, 7 коров и 650 голов мелкого скота.
После установления в Крыму Советской власти, по постановлению Крымревкома от 8 января 1921 года № 206 «Об изменении административных границ» была упразднена волостная система и село вошло в состав Евпаторийского района Евпаторийского уезда, а в 1922 году уезды получили название округов. 11 октября 1923 года, согласно постановлению ВЦИК, в административное деление Крымской АССР были внесены изменения, в результате которых округа были отменены и произошло укрупнение районов — территорию округа включили в Евпаторийский район. Согласно Списку населённых пунктов Крымской АССР по Всесоюзной переписи 17 декабря 1926 года, в селе Орта-Мамай № 6, Богайского сельсовета Евпаторийского района, числилось 25 дворов, все крестьянские, население составляло 114 человек, из них 113 украинцев и 1 русский.
После освобождения Крыма от фашистов, 12 августа 1944 года было принято постановление № ГОКО-6372с «О переселении колхозников в районы Крыма» и в сентябре 1944 года в район приехали первые новосёлы (150 семей) из Киевской и Каменец-Подольской областей, а в начале 1950-х годов последовала вторая волна переселенцев из различных областей Украины. С 25 июня 1946 года Орта-Мамай в составе Крымской области РСФСР. Указом Президиума Верховного Совета РСФСР от 18 мая 1948 года, Орта-Мамай № 6 переименовали в Верхнее. 26 апреля 1954 года Крымская область была передана из состава РСФСР в состав УССР. Время включения в состав Каменоломенского сельсовета пока не установлено: на 15 июня 1960 года село уже числилось в его составе. 1 января 1965 года указом Президиума ВС УССР «О внесении изменений в административное районирование УССР — по Крымской области» Евпаторийский район был упразднён, и село включили в состав Сакского района. К 1968 году село передали в состав Суворовского сельского совета и к 1977 году Верхнее было ликвидировано.